# Emilio Portes Gil (San Nicolás Buenos Aires)
Emilio Portes Gil es una comunidad rural localizada en el municipio de San Nicolás Buenos Aires del estado de Puebla en México. 

## Localización y demografía
Emilio Portes Gil se encuentra al extremo norte del territorio municipal de San Nicolás Buenos Aires, en las coordenadas geográficas 19°18′24″N 97°30′40″O / 19.30667, -97.51111 y a una altitud de 2 392 metros sobre el nivel del mar.
La comunidad se encuentra ubicada en la región del oriente poblano denominada Llanos de San Juan y exactamente al este de las elevaciones denominadas como Las Derrumbadas, dos conos de origen volcánico que son la principal elevación de la región. Junto a la población se encuentra la Carretera Federal 140, que en ese punto es una autopista de cuatro carriles y la principal vía de comunicación para la población, eta la comunica al noreste con las ciudades de Perote y Xalapa, Veracruz y al suroeste con Acatzingo, Puebla.
De acuerdo con los resultados del Censo de Población y Vivienda realizado por el Instituto Nacional de Estadística y Geografía en 2010, tiene una población total de 2 985 habitantes, de los que 1 524 son mujeres y 1 461 son hombres.